# 9П139
9П139 «Град-1» — советская гусеничная боевая машина из состава РСЗО «Град-1».

## История создания
По постановлению Совета министров СССР № 71-26 от 21 января 1970 года в НПО «Сплав» были начаты работы по созданию реактивной системы залпового огня «Град-1». Работы велись под руководством главного конструктора А. Н. Ганичева. Боевая машина разрабатывалась в двух вариантах. Первый вариант предусматривал размещение пусковой установки на шасси грузового автомобиля ЗИЛ-131, этот вариант машины получил обозначение 9П138. Второй вариант предусматривал размещение пусковой установки на гусеничном бронированном шасси высокой проходимости. Такой вариант боевой машины получил обозначение 9П139. Разработка второго варианта проводилась в Государственном конструкторском бюро компрессорного машиностроения Министерства авиационной промышленности СССР под руководством главного конструктора А. И. Яскина. Машина была спроектирована в 1974 году. Специально к боевой машине была создана транспортно-заряжающая машина 9Т451 на шасси тягача МТ-ЛБу. В 1976 году система была принята на вооружение. После окончания разработки была создана небольшая серийная партия машин, которые были отправлены в войска. Полномасштабное производство боевых машин 9П139 и транспортных машин 9Т451 планировалось организовать в Болгарии, однако серийное производство освоено не было.

## Описание конструкции
Боевая машина 9П139 «Град-1» создана на базе шасси 122-мм самоходной гаубицы 2С1 «Гвоздика». В кормовой части машины на вращающемся погоне была установлена пусковая установка с 36 направляющими. Основным предназначением машины являлось действие в составе бронетанковых соединений.

### Вооружение
9П139 вооружена 36 неуправляемыми реактивными снарядам калибра 122,4-мм. Время полного залпа составляло 18 секунд, а дальность стрельбы — от 1,5 до 15 км. Время приведения машины в боевую готовность составляло от 2 до 3 минут. В номенклатуру боеприпасов входили следующие типы снарядов:
1. 3М16 — реактивный снаряд с кассетной головной частью, в составе головной части находятся 5 противопехотных мин ПОМ-2;
2. 9М28К — реактивный снаряд с кассетной головной частью, в составе головной части находятся 3 противотанковые мины ПТМ-3;
3. 9М28С — реактивный снаряд с отделяемой зажигательной головной частью;
4. 9М28Ф — реактивный снаряд с отделяемой фугасной головной частью.

Масса основного снаряда составляет 57 кг, а полный цикл перезарядки — от 12 до 16 минут.

## Неуправляемый реактивный снаряд 9М28С
Основными конструктивными элементами снаряда являются: механическая дистанционная трубка ТМ-120, зажигательная головная часть 9Н510 и ракетная часть 9М28. При детонации головной части снаряд предназначен для создания массовых очагов пожара на местности с сухим растительным покровом и с легковоспламеняющимся горючими материалами. Стрельба может быть осуществлена с помощью боевых машин 9П138 (РСЗО 9К55 “Град-1”), 9П139 (РСЗО 9К55-1 “Град-2”), БМ-21 (Полевая реактивная система М-21), БМ-21В (Полевая реактивная система М-21В), 9А51 (РСЗО 9К59 “Прима”). Марка пороха заряда баллиститного твердого топлива – 9Х168.
1 – кольцевая отличительная полоса; 2 – индекс снаряда; 3 – номер (шифр) снаряжательного предприятия; 4 – номер партии снаряженных головных частей, год снаряжения; 5 – индекс головной части; 6 – номер партии корпуса ракетной части, год изготовления, номер (шифр) механического предприятия; 7 – номер партии снаряда, год сборки, номер (шифр) снаряжательного предприятия (базы), производившего сборку; 8 – индекс ракетной части; 9 – индекс порохового заряда; 10 – номер партии пороха, год изготовления, номер (шифр) предприятия, изготовившего порох (в случае изготовления порохового заряда и пороха на разных предприятиях); 11 – номер партии порохового заряда, год изготовления, номер (шифр) предприятия, изготовившего заряд; 12 – индекс электровоспламенителя (9Х317) или пиропатрона 9Х264; 13 – номер партии собранных ракетных частей, год сборки, номер (шифр) предприятия (базы), производившего сборку; 14 – клеймо электроиспытаний и отличительная маркировка.
| Общие характеристики НУРС 9М28С                            |                                          |
| Тип головной части                                         | зажигательная                            |
| Тип взрывателя                                             | механическая дистанционная трубка ТМ-120 |
| Обозначение ракетной части                                 | 9М28                                     |
| Весовые и линейные характеристики НУРС 9М28С               |                                          |
| Калибр, мм                                                 | 122                                      |
| Длина снаряда, мм:                                         |                                          |
| с раскатной трубой                                         | 23 18                                    |
| с цельнотянутой трубой                                     | 2298                                     |
| Вес снаряда, кг                                            |                                          |
| с раскатной трубой                                         | 53                                       |
| с цельнотянутой трубой                                     | 53,1                                     |
| Масса дистанционной трубки ТМ-120, кг                      | 0,97                                     |
| Масса головной части, кг                                   | 17,8                                     |
| Масса порохового заряда с воспламенителем, кг              | 14,19                                    |
| Масса воспламенительно-вышибного заряда головной части, кг | 0,1                                      |
| Число зажигательных элементов, шт                          | 180                                      |
| Масса зажигательных элементов, кг                          | 5,94                                     |
| Время горения зажигательных элементов, с                   | не менее 2                               |
| Температурный интервал боевого применения, ºС              | от -50 до +45                            |
| Масса тары со снарядом, кг                                 | 79                                       |
| Габаритные размеры тары 9Я688:                             |                                          |
| длина                                                      | 2236                                     |
| ширина                                                     | 293                                      |
| высота                                                     | 250                                      |
| Технические характеристики НУРС 9М28С                      |                                          |
| Максимальная дальность полета снаряда, м                   | 15 070                                   |
| Дальность полета с большим тормозным кольцом, м            | от 9390 до 1650                          |
| Наибольшая скорость снаряда при нормальных условиях, м/с   | 593                                      |
| Время работы ракетной части, с                             | 1,66                                     |

Источник:
1. Боевая машина 9П138. Техническое описание и инструкция по эксплуатации. Часть III. Боеприпасы 9П138 ТО2. Книга 2 Боевые машины 9П139, БМ-21, 9П125, 9А51. Боеприпасы. Воениздат, М.: 1986. – С.5,15,20.